# Euryglossa frenchii
Euryglossa frenchii är en biart som beskrevs av Cockerell 1910. Euryglossa frenchii ingår i släktet Euryglossa och familjen korttungebin. Inga underarter finns listade i Catalogue of Life.

## Bildgalleri

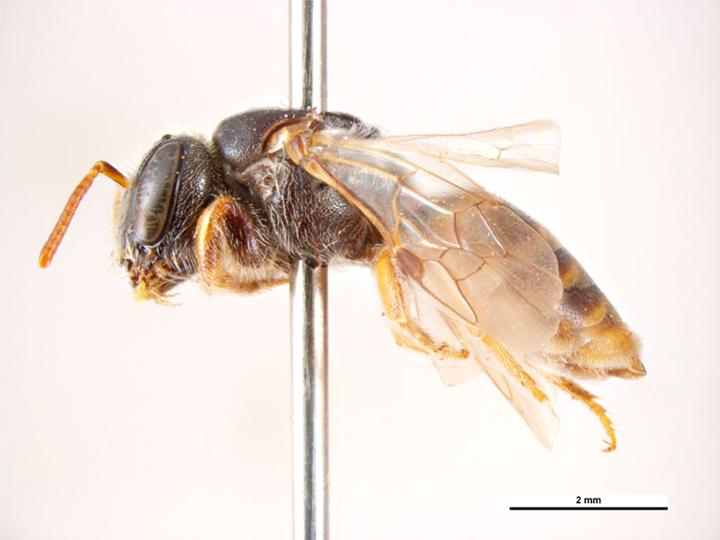
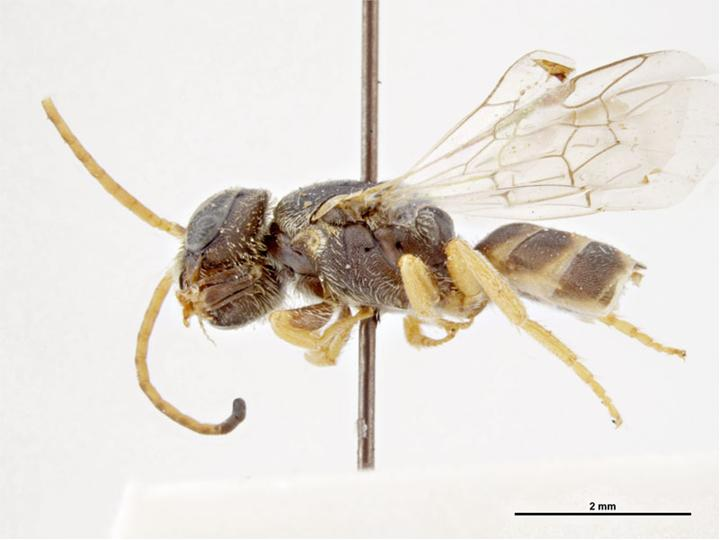